# تتبعية
التتبعية  (مرادفات) هي القدرة على التحقق من تاريخ العنصر أو موقعه أو تطبيقه عن طريق تعريف مسجل موثق.
تتضمن التعريفات الشائعة الأخرى القدرة (والتنفيذ) لتتبعية مجموعة أو نوع معين من المعلومات إلى درجة معينة، أو القدرة على الترابط الزمني للكيانات التي يمكن تحديدها بشكل فريد بطريقة يمكن التحقق منها.
التتبعية قابل للتطبيق على القياس، سلسلة التوريد، تطوير البرمجيات، الرعاية الصحية والأمن.

## قياس
يستخدم مصطلح تتبعية القياس للإشارة إلى سلسلة مقارنات غير منقطعة تربط قياسات جهاز بمعيار معروف. يمكن استخدام المعايرة لمعيار يمكن تتبعيةه لتحديد انحياز الأداة ودقتها وضبطها. يمكن استخدامه أيضًا لإظهار سلسلة من الحيازة، من التفسير الحالي للأدلة إلى الدليل الفعلي في سياق قانوني، أو تاريخ التعامل مع أي معلومات.
في العديد من البلدان، يتم الحفاظ على المعايير الوطنية للأوزان والمقاييس من قبل معهد المقاييس الوطني (NMI) الذي يوفر أعلى مستوى من المعايير للبنية التحتية للمعايرة / القياس في هذا البلد. تشمل الأمثلة على الوكالات الحكومية المختبر الفيزيائي الوطني، المملكة المتحدة (NPL) والمعهد الوطني للمعايير والتقنية (NIST) في الولايات المتحدة الأمريكية، والمعهد التقني الاتحادي الجسدي (PTB) في ألمانيا، و المعهد الوطني لأبحاث القياس (INRiM) في إيطاليا. كما هو محدد من قبل المعهد القومي للمعايير والتقنية (NIST)، «إمكانية تتبعية القياس تتطلب إنشاء سلسلة من المقارنات غير المنقطعة للمراجع المذكورة لكل منها مع عدم اليقين المعلن.»
يمكن تتبعية الساعة التي توفر وقتًا يمكن تتبعيةها وفقًا لمعيار زمني مثل التوقيت العالمي المنسق أو التوقيت الذري العالمي. يعد نظام المتموضع العالمي مصدرًا للوقت القابل للتتبعية.

## سلسلة التوريد
في سلسلة التوريد، قد تكون التتبعية مسألة تنظيمية وأخلاقية أو بيئية. قد يختار تجار التجزئة الصديقون للبيئة إتاحة المعلومات المتعلقة بسلسلة التوريد الخاصة بهم مجانًا للعملاء، مما يوضح حقيقة أن المنتجات التي يبيعونها يتم تصنيعها في مصانع بظروف عمل آمنة، من قبل العمال الذين يحصلون على أجر عادل، باستخدام طرق لا تضر بالبيئة .

### مواد
فيما يتعلق بالمواد، تشير إمكانية التتبعية إلى القدرة على ربط جزء منتهي بنتائج اختبار مدمرة تم إجراؤها على مادة من نفس السبائك بنفس المعالجة الحرارية، أو ربط جزء منتهي بنتائج اختبار تم إجراؤه على عينة من نفس تذوب برقم المادة الفريدة. تتضمن الاختبارات المدمرة عادةً التركيب الكيميائي واختبارات القوة الميكانيكية. عادة ما يتم تمييز الرقم الحراري على الجزء أو المادة الخام التي تحدد السبيكة التي جاء منها، وقد يحدد عدد كبير مجموعة الأجزاء التي واجهت نفس المعالجة الحرارية (أي كانت في نفس الفرن في نفس الوقت). تتبعية المواد مهم لصناعة الطيران والنووي وصناعة المعالجة لأنها تستخدم في كثير من الأحيان مواد عالية القوة تبدو مطابقة للإصدارات التجارية منخفضة القوة. في هذه الصناعات، يُسمى الجزء المصنوع من المادة الخاطئة «مزيف»، حتى لو كان الاستبدال عرضيًا.
تمتد هذه الممارسة نفسها في جميع الصناعات التي تستخدم الأجهزة العسكرية، بما في ذلك صناعة المثبتات.

### خدمات لوجستية
في مجال الخدمات اللوجستية، تشير إمكانية التتبعية إلى القدرة على تتبعية السلع على طول سلسلة التوزيع على أساس رقم الدفعة أو رقم السلسلة. التتبعية هو جانب مهم على سبيل المثال في صناعة السيارات، حيث يجعل الاستدعاءات ممكنة، أو في صناعة المواد الغذائية حيث يساهم في سلامة الأغذية.
صدقت المنظمة الدولية للمعايير بموجب الجمعية الجزائرية لترقيم المواد على معايير شبكة EPCglobal (خاصة معايير خدمات EPC للمعلومات EPCIS) التي تقنن بناء الجملة ودلالات أحداث سلسلة التوريد والطريقة الآمنة للمشاركة الانتقائية لأحداث سلسلة التوريد مع الشركاء التجاريين. تم استخدام معايير التتبعية هذه في عمليات النشر الناجحة في العديد من الصناعات، وهناك الآن مجموعة واسعة من المنتجات التي تم اعتمادها على أنها متوافقة مع هذه المعايير.

### معالجة الغذاء
في معالجة الأغذية (معالجة اللحوم، وتجهيز المنتجات الطازجة)، يشير مصطلح التتبعية إلى التسجيل من خلال الرمز الشريطي أو علامات تحديد الهوية بموجات الراديو ووسائط التتبعية الأخرى، وكل حركة للمنتج والخطوات في عملية الإنتاج. أحد الأسباب الرئيسية لهذه النقطة الحرجة هو في الحالات التي تنشأ فيها مشكلة تلوث، ويلزم استدعاء. عندما يتم التقيد بالتتبعية عن كثب، من الممكن تحديد، من خلال التاريخ، والوقت والمكان الدقيقين، السلع التي يجب استدعاؤها، وأيها آمن، مما يوفر ملايين الدولارات في عملية الاسترداد. كما يتم استخدام إمكانية التتبعية في صناعة معالجة الأغذية لتحديد مجالات الإنتاج والجودة العالية الرئيسية للأعمال، مقابل تلك ذات العائد المنخفض، وحيث يمكن تحسين نقاط في عملية الإنتاج.
في برامج معالجة الأغذية، تعني أنظمة التتبعية إمكانية استخدام جزء فريد من البيانات (على سبيل المثال، تاريخ، وقت الطلب أو رقم تسلسلي متسلسل، بشكل عام من خلال استخدام رمز شريطي أو تحديد الهوية بموجات الراديو) يمكن تتبعيةه من خلال تدفق الإنتاج بأكمله، وربط جميع أقسام الشركة بما في ذلك الموردين والمبيعات المستقبلية من خلال سلسلة التوريد. يمكن بعد ذلك تدقيق الرسائل والملفات في أي نقطة في النظام للتأكد من صحتها واكتمالها، باستخدام برنامج التتبعية للعثور على المعاملة أو المنتج المعين داخل سلسلة التوريد.
دخل قانون الغذاء العام للاتحاد الأوروبي حيز التنفيذ في عام 2002، مما جعل إمكانية التتبعية إلزامية لمشغلي الأغذية والأعلاف ويطالب تلك الشركات بتنفيذ أنظمة التتبعية. قدم الاتحاد الأوروبي نظام مراقبة التجارة ونظام الخبراء، أو TRACES، في أبريل 2004. يوفر النظام قاعدة بيانات مركزية لتتبعية حركة الحيوانات داخل الاتحاد الأوروبي ومن دول ثالثة. تمتلك أستراليا نظامها الوطني لتحديد الثروة الحيوانية لتتبعية الثروة الحيوانية منذ الولادة وحتى المسلخ.
بدأت الهند في اتخاذ مبادرات لإنشاء أنظمة تتبعية على مستوى الحكومة والشركات. Grapenet، مبادرة من قبل هيئة تنمية الصادرات الزراعية والمنتجات الغذائية المصنعة (APEDA)، وزارة التجارة، حكومة الهند هي مثال في هذا الاتجاه. GrapeNet هو نظام برمجيات تتبعية يعتمد على الإنترنت لرصد العنب الطازج المصدر من الهند إلى الاتحاد الأوروبي. GrapeNet هي أول مبادرة من نوعها في الهند وضعت نظامًا شاملاً لرصد بقايا مبيدات الآفات، وتحقيق توحيد المنتج وتسهيل التتبعية من المنصات إلى مزرعة المزارع الهندية، من خلال المراحل المختلفة لأخذ العينات والاختبار والتصديق والتعبئة. فازت شركة Grapenet بالجائزة الوطنية (الذهبية)، حيث تم الإعلان عن الفائزين لأفضل مبادرات الحوكمة الإلكترونية التي تم تنفيذها في الهند في عام 2007. تم تصميم وتطوير شركة Grapenet من قبل شركة Logicsoft، شركة حلول التتبعية الحائزة على جوائز، ومقرها في نيودلهي، الهند.
قامت مديرية توليد التجارة الخارجية (DGFT)، حكومة الهند، من خلال إخطارها بتاريخ 04.02.2009 المتعلق بالتعديل في سياسة التجارة الخارجية (RE2008) بتفويض أن التصدير إلى الاتحاد الأوروبي مسموح به للتسجيل في APEDA، مما يجعل Grapenet إلزاميًا لجميع صادرات العنب الطازج من الهند إلى أوروبا.
صممت أوروغواي أيضًا نظامًا يسمى التتبعية ونظام المعلومات الإلكترونية لصناعة اللحم البقري.

### منتجات الغابة
في سياق دعم سلاسل الإمداد القانوني والتوريد للغابات، ظهرت إمكانية التتبعية في العقد الماضي كأداة جديدة للتحقق من المطالبات وتأكيد المشترين بشأن مصدر موادهم. غالبًا ما يتم الخروج من أوروبا، واستهداف البلدان التي كان قطع الأشجار غير القانوني فيها مشكلة رئيسية (دول FLEGT)، أصبح تتبعية الأخشاب الآن جزءًا من الأعمال اليومية للعديد من المؤسسات والولايات القضائية. تقدم التتبعية الكامل مزايا لشركاء متعددين على طول سلسلة التوريد خارج أنظمة الاعتماد، بما في ذلك:
- آلية الامتثال للسياسات واللوائح المحلية والدولية.
- الحد من خطر دخول المواد غير القانونية أو غير المتوافقة إلى سلاسل التوريد.
- التنسيق بين الجهات والجهات ذات العلاقة.
- السماح بالتسوية التلقائية للدفعات والأحجام المتوفرة.
- تقديم طريقة مراقبة ومراقبة المخزون.
- تشغيل تنبيهات في الوقت الحقيقي بعدم الامتثال.
- تقليل احتمالية أخطاء التسجيل.
- تحسين الفعالية والكفاءة.
- زيادة الشفافية.
- تعزيز نزاهة الشركة.

هناك عدد من شركات تتبعية الأخشاب تعمل لخدمة الطلب العالمي.
يضمن التتبعية المحسن أن بيانات سلسلة التوريد دقيقة بنسبة 100% من الغابة إلى نقطة التصدير. في الوقت الحاضر، هناك تقنيات للتنبؤ بالمصدر الجغرافي للخشب والمساهمة في مكافحة قطع الأشجار غير القانوني.

## تطوير النظم والبرمجيات
في تطوير النظم والبرمجيات، يشير مصطلح التتبعية (أو تتبعية المتطلبات) إلى القدرة على ربط متطلبات المنتج بالعقل المنطقية لأصحاب المصلحة وإعادة توجيهها إلى عناصر التصميم والترميز وحالات الاختبار المقابلة. إمكانية التتبعية تدعم العديد من أنشطة هندسة البرمجيات مثل تحليل تأثير التغيير والتحقق من الامتثال أو تتبعية التعليمات البرمجية واختيار اختبار الانحدار والتحقق من المتطلبات. وعادة ما يتم إنجازه في شكل مصفوفة تم إنشاؤها للتحقق من المشروع والتحقيق منه. لسوء الحظ، فإن ممارسة بناء والحفاظ على مصفوفة تتبعية المتطلبات (RTM) يمكن أن تكون شاقة للغاية ومع مرور الوقت تميل الآثار إلى التآكل إلى حالة غير دقيقة ما لم يتم ختم التاريخ أو الوقت. تم تطوير مناهج آلية بديلة لتوليد آثار باستخدام طرق استرجاع المعلومات.
في برنامج معالجة المعاملات، تعني إمكانية التتبعية استخدام جزء فريد من البيانات (على سبيل المثال، تاريخ أو وقت الطلب أو رقم تسلسلي متسلسل) يمكن تتبعيةه من خلال تدفق البرنامج بأكمله لجميع برامج التطبيقات ذات الصلة. يمكن بعد ذلك تدقيق الرسائل والملفات في أي نقطة في النظام للتأكد من صحتها واكتمالها، باستخدام مفتاح التتبعية للعثور على المعاملة المعينة. ويشار إلى ذلك أحيانًا باسم بصمة المعاملات.

## رعاية صحية
تلعب سلامة المرضى أثناء خدمة الرعاية الصحية دورًا مهمًا في منع التعافي المتأخر أو حتى الوفيات، عن طريق زيادة وتحسين نوعية حياة المواطنين، وتعتبر مؤشرًا على حالة جودة الخدمات الصحية الحفاظ على سلامة المرضى مهمة معقدة وتنطوي على عوامل الكامنة في البيئة والأفعال البشرية. تسهل التقنيات الجديدة أدوات التتبعية للمرضى والأدوية. هذا مهم بشكل خاص للأدوية التي تعتبر عالية المخاطر والتكلفة.
اعترفت منظمة الصحة العالمية بأهمية التتبعية للمنتجات الطبية ذات الأصل البشري (MPHO) وحثت الدول الأعضاء على «تشجيع تنفيذ أنظمة الترميز المتسقة عالميًا لتسهيل التتبعية الوطني والدولي».

## أمن ومكافحة الجريمة

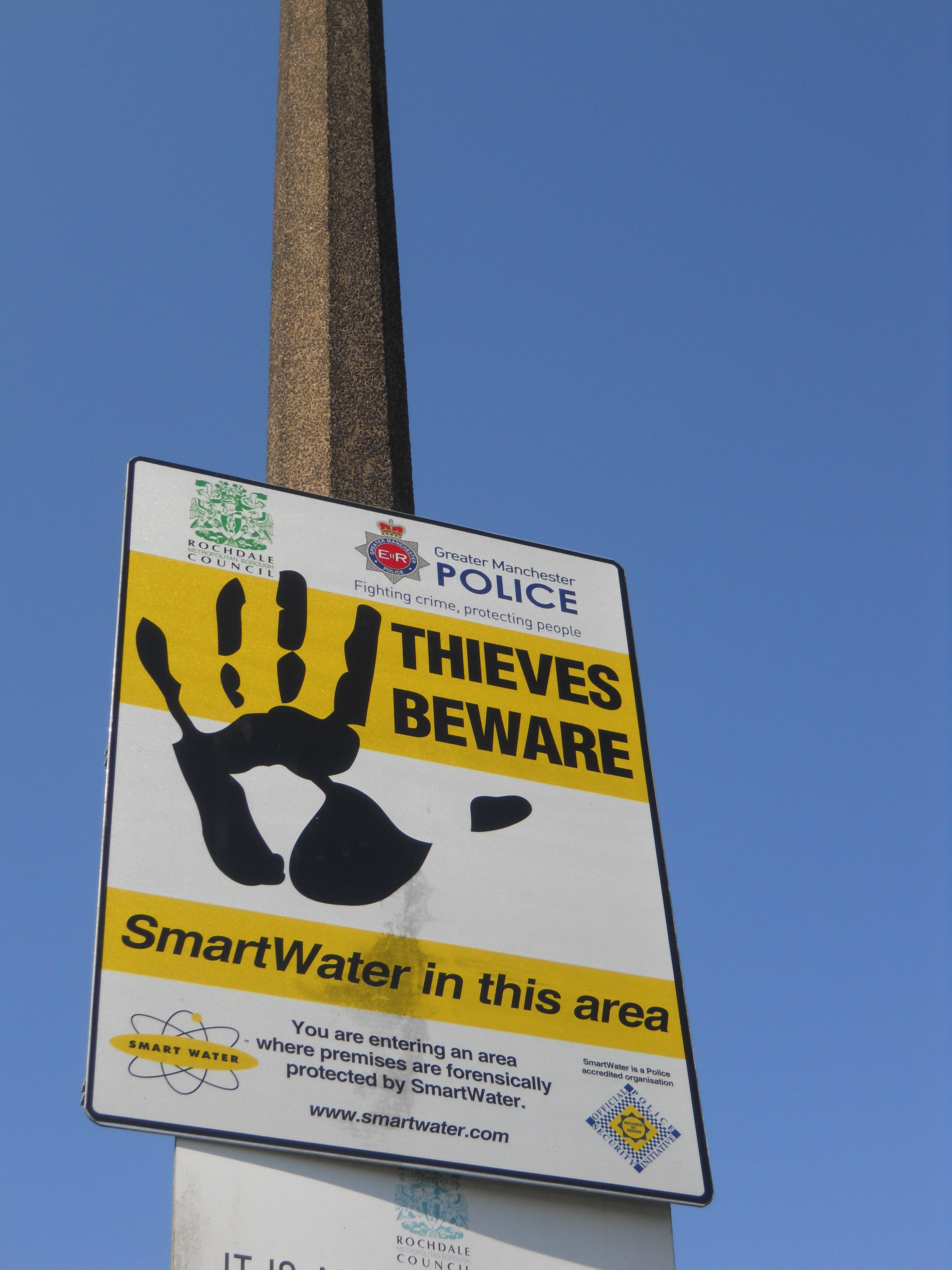
علامة تحذير المياه الذكية شرطة مانشستر الكبرى

لمنع السرقة، والمساعدة في تحديد مكان الأشياء المسروقة، قد يتم وضع علامة على البضائع بشكل لا يمحى أو لا يمكن الكشف عنه بحيث يمكن تحديد أنها مسروقة، وفي بعض الحالات يتم تحديدها. على سبيل المثال، يتم في بعض الأحيان ترتيب أن الأوراق النقدية المسروقة يتم تمييزها بصبغة لا تمحى لإثبات سرقتها؛ يمكن التعرف عليها من خلال أرقامها التسلسلية الفريدة. تم الإعلان عن أن آلات النقود مزودة برشاشات من المياه الذكية، وهلام غير مرئي يمكن اكتشافه لسنوات، لتمييز اللصوص وملابسهم عند اقتحام أو العبث بالجهاز في مخطط تجريبي لعام 2016 للحد من السرقة بنسبة 90%.

## هوامش
- مرادفات: الإسناد